# Lagrangian particle tracking
Il Lagrangian particle tracking (LPT) o tracking lagrangiano è un metodo usato in fluidodinamica per studiare il moto delle particelle all'interno di una corrente.
Il LPT fornisce una prospettiva lagrangiana, descrivendo il flusso dal punto di vista di particelle di flusso o traccianti invece che da un punto di vista fisso nello spazio tipico di unsistema di riferimento euleriano.
Nella fluidodinamica sperimentale, il tracking è fatto usado tecniche avanzate di velocimetria ottica come la particle tracking velocimetry in tre dimensioni (3D-PTV). Nelle tecniche PTV il flusso è inseminato con dei traccianti la cui posizione è fotografata utilizzando fotocamere ad alta frequenza e tecniche di ricostruzione tridimensionali.
Conoscendo la posizione e la velocità dei traccianti è possibile studiare le strutture turbolente del flusso e il trasporto di particelle calcolando le statistiche lagrangiane del flusso risolte nel tempo.
In fluidodinamica computazionale, il tracking di particelle consiste nella simulazione numerica di particelle immerse in un flusso continuo. La fase fluida viene risolta nel sistema di riferimento euleriano, mentre le particelle vengono risolte usando la meccanica lagrangiana . Ciò viene tipicamente fatto usando metodi come il metodo ad elementi discreti (DEM), che può essere applicato sia per casi con flussi multifase a basse concentrazioni di particelle, come  aerosol, deposizione di particelle nelle vie aeree e Inquinamento atmosferico trasporto di inquinanti]
, sia per casi in cui le concentrazioni di particelle sono non trascurabili, come mixer industriali, combustori, sprays e tecnologie a letto fluido.

## Fluidodinamica sperimentale
L'obiettivo principale del tracking lagrangiano nel campo sperimentale è quello di estrarre dati sul campo di flusso, come la velocità, l'accelerazione (ovvero la derivata materiale) e la pressione nel sistema di riferimento lagrangiano.

Comportamento di particelle in un flusso a diversi numeri di Stokes

Il tracking è fatto con tecniche chiamate particle tracking velocimetry (PTV). Le tecniche PTV differiscono dalle tecniche di particle image velocimetry (PIV) per il fatto che, nelle PTV la concentrazione di traccianti nel flusso è minore, permettendo così di poter seguire ogni particella individualmente. La densità delle particelle nelle tecniche PTV è compresa tra  {\displaystyle \sim 0.005} e {\displaystyle \sim 0.02} ppp (particelle per pixel), mentre esperimenti con le PIV possono essere fatti con densità di particelle superiori.
Sia nelle PTV che nelle PIV il flusso è inseminato con una sospensione di traccianti (tipicamente liquidi per esperimenti in aria e solidi per esperimenti in acqua) che devono essere sufficientemente piccoli per seguire le linee di flusso.  Questo si verifica se il numero di Stokes delle particelle è sufficientemente piccolo, tipicamente  {\displaystyle St<0.1}.
Durante l'esperimento le particelle vengono illuminate due volte a intervalli prestabiliti e una o più  fotocamere ad alta definizione vengono utilizzate per catturare un'immagine ogni volta che le particelle vengono illuminate. Ogni coppia di immagini può essere elaborata per estrarre la velocità delle particelle. Le immagini vengono quindi processate per ottenere la velocità e la posizione delle particelle.
Molte tecniche PTV sono state proposte negli anni, e il loro utilizzo cambia a seconda delle necessità dell'esperimento. Il numero di telecamere usate varia tra un'unica telecamera nel case di PTV bidimensionale fino a sei telecamere per tecniche più avanzate .
I recenti avanzamenti nella tecnologia delle fotocamere (sensori CMOS e CCD ad alta frequenza) e dell'illuminazione (laser ad alta frequenza e illuminazione LED scalabile) e nello sviluppo di tecniche di calibrazione (Volume self-Calibration method 
) e di algoritmi di post-processing (Shake-the-Box e tecniche di ricostruzione iterativa delle particelle

) hanno reso possibile lo sviluppo di tecniche avanzate come la PTV tridimensionale risolta nel tempo con densità di particelle comparabili a quelle usate nelle tecniche PIV ({\displaystyle \sim 0.2} ppp).

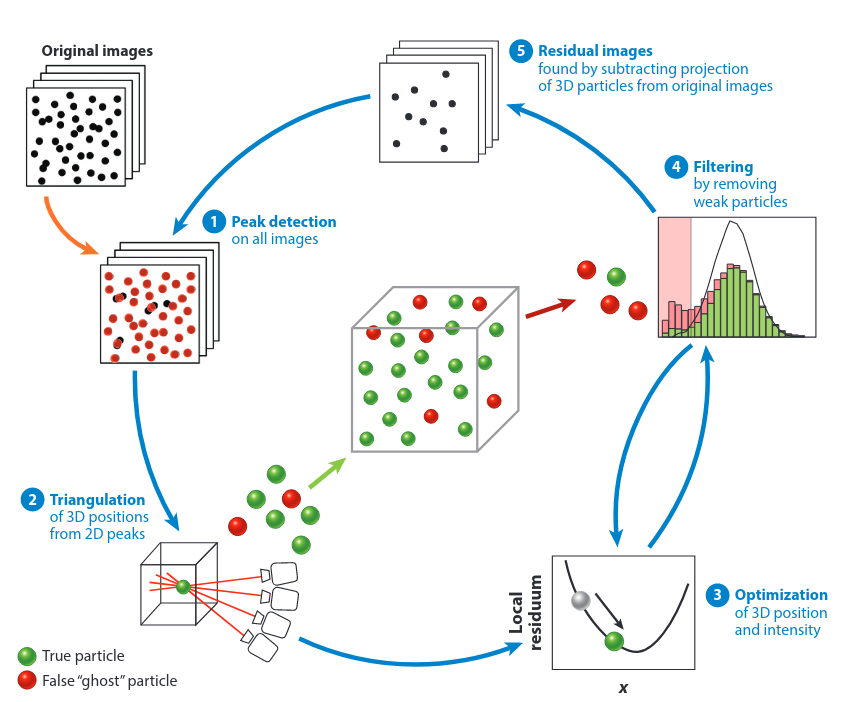
Esempio di ricostruzione iterativa delle particelle

Gli esperimenti con tecniche PTV presentano una serie di difficoltà che richiedono particolare attenzione:
When performing PTV experiments, typical difficulties include: 
- scattering irregolare della luce causato dalle diverse dimensioni, forma, velocità di rotazione e posizione delle particelle rispetto alla sorgente di illuminazione
- Illumiazione in background e riflessione (fisica) della luce causate dal modello in galleria del vento, che possono ridurre il rapporto segnale/rumore (SNR)
- Distorsioni dell'immagine dovute a una calibrazione non corretta della fotocamera, che possono portare a distribuzioni non gaussiane della luce riflessa dalle particelle, deteriorando la qualità dei risultati di post-processing.

## Fluidodinamica computazionale
Nella fluidodinamica computazionale, il tracking è usato in simulazioni accoppiate CFD-DEM  per ricostrire la posizione delle particelle all'interno della griglia computazionale.
A differenza degli esperimenti, nelle simulazioni CFD  la velocità delle particelle è già nota in quanto si conosce la sua posizione iniziale al generico istante temporale {\displaystyle t^{n}}, la quale permette di calcolare la velocità a partire dalle forze fluidodinamiche applicate sulla particella.
Di conseguenza, la posizione della particella al nuovo istante temporale {\displaystyle t^{n+1}} può essere calcolata. Il tracking si rende necessario per trovare a quale cella della griglia computazionale appartiene la nuova posizione. 
La traiettoria della particella è ricostruita risolvendo l'equazione di moto della particella:
{\displaystyle {\frac {d\mathbf {x} }{dt}}=\mathbf {v} (\mathbf {x} )}
con condizione iniziale {\displaystyle \mathbf {x} (t_{n})=\mathbf {x} _{p}^{n}}. 
Assumendo l'utilizzo di uno schema d'integrazione temporale esplicito, le forze fluidodinamiche applicate alla particella possono essere ricavate interpolando i valori della velocità della cella a cui la particella appartiene, ottenendo così la nuova posizione  della particella {\displaystyle \mathbf {x} _{p}^{n+1}} che servirà da posizione iniziale per la nuova integrazione temporale. Per fare ciò, è necessario un algoritmo di tracking che permetta di localizzare la particella nella griglia computazionale.

### Griglia uniforme
Nel caso di griglie uniformi, l'algoritmo di tracking è semplice in quanto il problema è disaccoppiato lungo le tre direzioni e le coordinate della griglia possono essere calcolate direttamente conoscendo l'indice della cella. Conoscendo il primo punto della griglia nello spazio {\displaystyle \mathbf {x_{0}} =(x_{0},y_{0},z_{0})} e la discretizzazione della griglia {\displaystyle \mathbf {\Delta } =(\Delta _{x},\Delta _{y},\Delta _{z})}, la coordinata del centro della cella {\displaystyle (i,j,k)} è identificata univocamente:
{\displaystyle {\begin{cases}x_{i}=x_{0}+i\cdot \Delta _{x}\qquad \qquad {\text{for }}i=0:n_{x}-1\\y_{i}=y_{0}+j\cdot \Delta _{y}\qquad \qquad {\text{for }}j=0:n_{y}-1\\z_{i}=z_{0}+k\cdot \Delta _{z}\qquad \qquad {\text{for }}k=0:n_{z}-1\end{cases}}}
E la nuova cella a cui la particella appartiene è identificata dagli indici:
{\displaystyle {\begin{cases}i={\Big \lfloor }{\frac {x_{p}^{n+1}-x_{0}}{\Delta _{x}}}{\Big \rceil }\\j={\Big \lfloor }{\frac {y_{p}^{n+1}-y_{0}}{\Delta _{y}}}{\Big \rceil }\\k={\Big \lfloor }{\frac {z_{p}^{n+1}-z_{0}}{\Delta _{z}}}{\Big \rceil }\end{cases}}}
dove {\displaystyle \lfloor \cdot \rceil } è l'operatore di arrotondamento.

### Griglie rettilinee
Nelle griglie rettilinee, le coordinate degli elementi della mesh a un dato indice non possono essere calcolate direttamente e devono essere memorizzate esplicitamente. Nelle griglie rettilinee, le coordinate in una data direzione dipendono solo dall'indice nelle stesse direzioni:
{\displaystyle x_{i}=f(i,j,k)=f_{x}(i)\quad {\text{for }}i=0:n_{x}-1}
Questo permette di disaccoppiare il problema nelle tre direzioni come nel caso di griglia uniforme.
Supponendo che {\displaystyle f_{x}(i)} sia una funzione monotona crescente, salvando i valori {\displaystyle f_{x}(i)} in un array {\displaystyle X(i)} e conoscendo {\displaystyle x_{p}^{n+1}} l'indice della cella si trova eseguendo una ricerca dicotomica, il cui costo è {\displaystyle O(\log {n})}.

### Griglie curvilinee
Le griglie curvilinee hanno la stessa struttura topologica delle griglie rettilinee (ovvero sono griglie strutturate), ma la posizione del centro di una cella in una direzione dipende da tutti e tre gli indici della cella:
{\displaystyle {\begin{cases}x_{i,j,k}=f(i,j,k)\quad {\text{for }}i=0:n_{x}-1\\y_{i,j,k}=g(i,j,k)\quad {\text{for }}j=0:n_{y}-1\\z_{i,j,k}=h(i,j,k)\quad {\text{for }}k=0:n_{z}-1\end{cases}}}
Poiché le interpolazioni e gli algoritmi di localizzazione dei punti sono più complessi nelle griglie curvilinee, spesso si preferisce trasformare lo spazio fisico {\displaystyle (P)} in uno spazio computazionale {\displaystyle (C)} in cui la griglia curvilinea viene mappata su una griglia cartesiana.

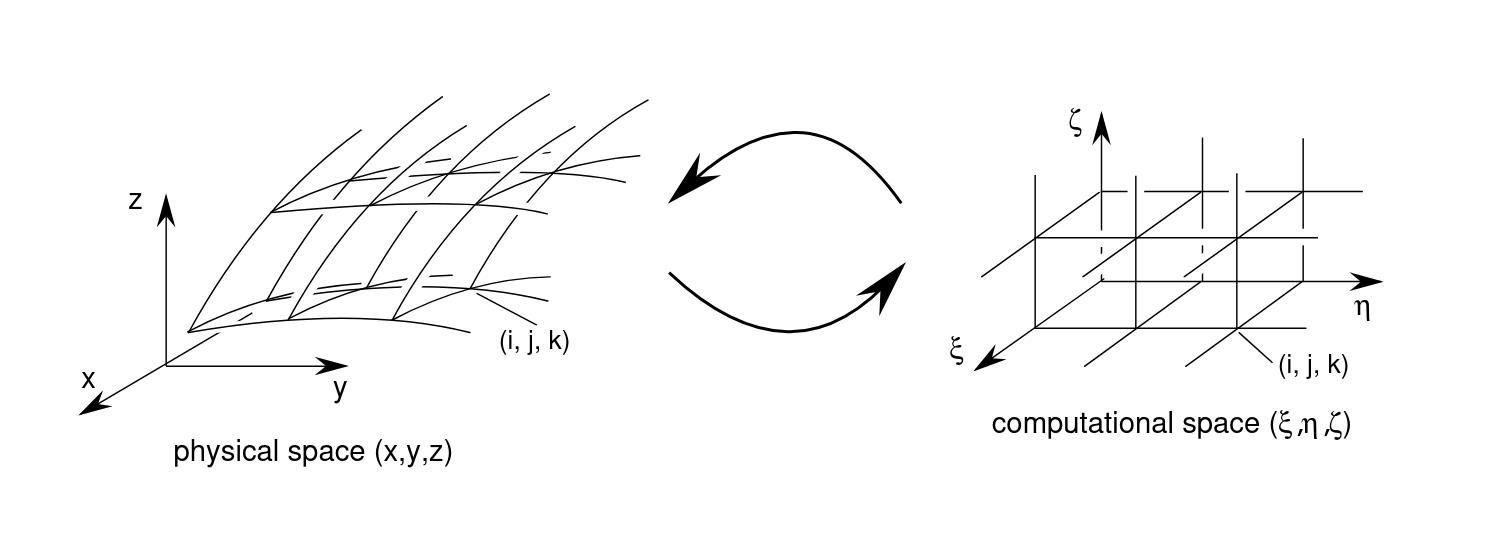
Trasformazione spaziale da una griglia strutturata curvilinea a una griglia strutturata rettilinea

In questo modo, il problema si riduce al caso rettilineo. Per risolvere il problema nello spazio {\displaystyle C}, è necessario risolvere la seguente equazione:
{\displaystyle \mathbf {u} =\mathbf {J} ^{-1}\cdot \mathbf {v} }
dove {\displaystyle \mathbf {J} } è la matrice jacobiana della trasformazione tra i due spazi:
{\displaystyle \mathbf {J} ={\begin{bmatrix}x_{\xi }&x_{\eta }&x_{\zeta }\\y_{\xi }&y_{\eta }&y_{\zeta }\\z_{\xi }&z_{\eta }&z_{\zeta }\end{bmatrix}}}
dove {\displaystyle x_{\xi }} sta per {\displaystyle {\frac {dx}{d\xi }}}.
In genere, la velocità non viene salvata in memoria in entrambi gli spazi, ma viene semplicemente trasformata nello spazio {\displaystyle C} sul momento per evitare un utilizzo eccessivo di memoria.. Lo jacobiano viene calcolato localmente utilizzando il metodo delle differenze finite e il numero di jacobiani  utilizzati per ogni cella (ad esempio, uno per ogni cella o uno/multipli per ogni nodo della cella) influisce significativamente sulla precisione dell'operazione
.

### Griglie non strutturate

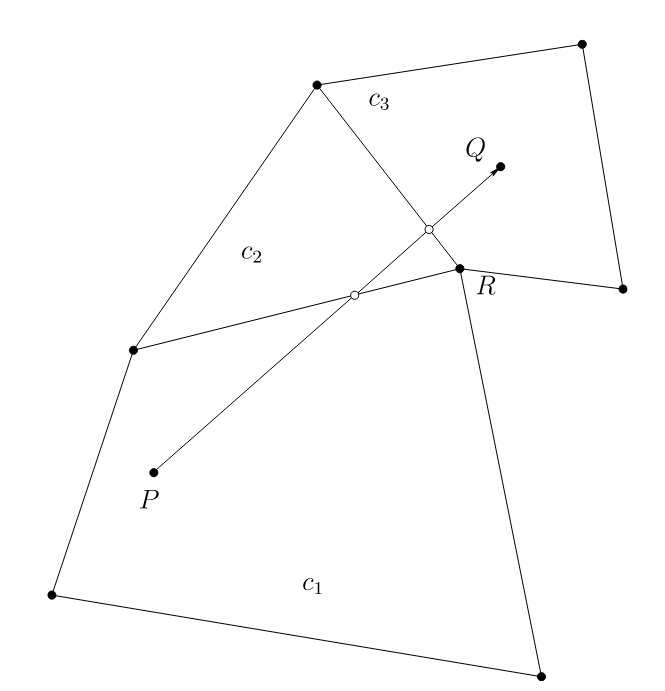
Esempio di traiettoria di una particella in una griglia non strutturata costituita da poligoni convessi

Gli algoritmi LPT per griglie non strutturate sono più complessi di quelli per griglie strutturate, poiché la topologia della griglia è irregolare e deve essere memorizzata esplicitamente in fase di esecuzione. Inoltre, le griglie non strutturate possono essere composte da celle di forma arbitraria, rendendo complesso lo sviluppo di un algoritmo di localizzazione efficiente per verificare se una posizione si trova effettivamente all'interno di una cella.
L'utilizzo di celle di forma semplice come triangoli o  quadrilateri convessi in 2D e tetraedri in 3D semplifica notevolmente i controlli sulla posizione dei punti.
In questo caso, le celle sono convesse e le loro facce sono superfici planari, pertanto è possibile eseguire un controllo semplificato all'interno della cella verificando che:
{\displaystyle (\mathbf {r} _{c}-\mathbf {r} _{p})\cdot \mathbf {n} \geqslant 0}
dove {\displaystyle \mathbf {r} _{c}} è il baricentro della faccia e {\displaystyle \mathbf {n} } è la normale alla faccia con verso uscente.
Una volta calcolata la nuova posizione della particella, è necessario calcolare l'intersezione tra la traiettoria della particella e le facce della cellula per dedurre verso quale cella si sta muovendo la particella.
Se la traiettoria di una particella attraversa una faccia, la particella viene assegnata alla cella adiacente.
In un singolo intervallo di tempo, la particella può attraversare più celle, pertanto l'algoritmo può essere iterato più volte.
Sono stati proposti diversi metodi per implementare efficacemente il tracking lagrangiano in griglie non strutturate. Metodi più raffinati includono casi con celle con facce curve, riflessione delle particelle contro le parete, controlli di robustezza dell'algoritmo e maggiore efficienza limitando la ricerca delle celle solo a quelle vicine.